# 북천초등학교
북천초등학교는 대한민국 경상남도 하동군에 있는 공립 초등학교이다.

## 학교 연혁
- 1923년 4월 1일 북천공립보통학교 개교
- 1947년 2월 18일 북천국민학교 개칭
- 1992년 3월 1일 신흥국민학교 통합
- 1995년 9월 1일 대야국민학교 분교로 귀속
- 1997년 3월 1일 대야분교 통합
- 2009년 3월 1일 제27대 전경희 교장 취임
- 2009년 3월 1일 6학급 편성 (유치원1학급)
- 2009년 8월 31일 다목적 강당 문무관 준공
- 2011년 3월 1일 제28대 정순홍 교장 취임
- 2011년 3월 1일 6학급 편성 (유치원1학급)
- 2011년 12월 20일 교문확장 및 교명석 설치

## 참고 자료
- 북천초등학교 - 한국교육학술정보원 학교알리미